# Washington Senators (NFL)
Washington Senators, también nombrados como los Washington Pros o Washington Presidents, fue un club de fútbol profesional de Washington D. C.. El equipo jugó en la American Professional Football Association (actual  National Football League) durante la temporada de 1921, y siguió funcionando como un club de fútbol hasta 1941.Jugaron sus partidos de local en el American League Park

## Temporadas
| Año  | V | D | E | Resultado | Entrenador   |
| ---- | - | - | - | --------- | ------------ |
| 1921 | 1 | 2 | 0 | 12do      | Jack Hegarty |

### Calendario
| Semana | Día                     | Oponente                 | Resultado |
| ------ | ----------------------- | ------------------------ | --------- |
| 1      | 9 de octubre de 1921    | Wilmington Collegians    | V 33–0    |
| 2      | 16 de octubre de 1921   | All-Lancaster A.C.       | V 33–7    |
| 3      | 23 de octubre de 1921   | Holmesburg Athletic Club | D 10–0    |
| 4      | 30 de octubre de 1921   | Richmond A.C.            | V 10–0    |
| 5      | 6 de noviembre de 1921  | at Norfolk, Virginia     | V 61–0    |
| 6      | 11 de noviembre de 1921 | at Richmond A.C.         | D 7–0     |
| 7      | 13 de noviembre de 1921 | Syracuse Pros            | V 20–7    |
| 8      | 20 de noviembre de 1921 | Clarksburg, Maryland     | V 16–7    |
| 9      | 27 de noviembre de 1921 | Canton Bulldogs          | D 15–0    |
| 10     | 10 de diciembre de 1921 | Baltimore Pros           | D 3–10    |
| 11     | 11 de diciembre de 1921 | Cleveland Indians        | V 7–0     |
| 12     | 11 de diciembre de 1921 | at Richmond A.C.         | D 41–0    |
| 13     | 18 de diciembre de 1921 | Canton Bulldogs          | D 28–14   |
| 14     | 18 de diciembre de 1921 | Washington All-Stars     | V 16–7    |

- Los juegos en cursiva fueron contra equipos que no pertenecían a la NFL.